# Salvia darcyi
Salvia darcyi es una planta perenne de la familia de las lamiáceas. Es originaria de Sierra Madre Oriental en México. Descubierta en 1988, desde entonces ha sido comercializada en horticultura bajo varios nombres. 

## Descripción
Salvia darcyi es una planta herbácea que alcanza un tamaño de 90 cm de altura, con raíces estoloníferas que se extienden a lo largo y hojas deltoides de color verde que son muy pegajosas. Las flores de color coral rojo brillante son de 3,5 cm de largo, en inflorescencias que alcanzan hasta 50 cm de altura.

## Taxonomía
Salvia darcyi fue descrita por J.Compton y publicado en Botanical Magazine 11: 53. 1994.
Etimología
Ver: Salvia
darcyi: epíteto otorgado por James Compton en honor de su amigo el botánico William Gerald D'Arcy después de su viaje a la región en 1991.